# I-70 (tàu ngầm Nhật)
I-70 là một tàu ngầm tuần dương  Lớp Kaidai thuộc phân lớp Kaidai VIa nhập biên chế cùng Hải quân Đế quốc Nhật Bản vào năm 1935. Đang khi hỗ trợ cho cuộc tấn công Trân Châu Cảng vào giai đoạn mở màn của Mặt trận Thái Bình Dương trong Chiến tranh Thế giới thứ hai, nó bị đánh chìm vào ngày thứ ba của cuộc xung đột, do trúng bom từ máy bay ném bom bổ nhào SBD-2 Dauntless của tàu sân bay USS Enterprise. I-70 trở thành tàu ngầm hạm đội đầu tiên bị đánh chìm tại Thái Bình Dương trong chiến tranh.

## Thiết kế và chế tạo

### Thiết kế
Phân lớp tàu ngầm Kaidai VIa là phiên bản được cải tiến từ phân lớp Kaidai V với tốc độ đi nổi nhanh hơn và lặn sâu hơn. Chúng có trọng lượng choán nước 1.814 tấn (1.785 tấn Anh) khi nổi và 2.479 tấn (2.440 tấn Anh) khi lặn, lườn tàu có chiều dài 104,7 m (343 ft 6 in), mạn tàu rộng 8,2 m (26 ft 11 in) và mớn nước sâu 4,57 m (15 ft 0 in). Con tàu có thể lặn sâu 75 m (246 ft) và có một thủy thủ đoàn đầy đủ bao gồm 68 sĩ quan và thủy thủ.
Chiếc tàu ngầm trang bị hai động cơ diesel Kampon Mk.1A Model 8 hai thì công suất 4.500 mã lực phanh (3.356 kW), mỗi chiếc vận hành một trục chân vịt. Khi lặn, mỗi trục được vận hành bởi một động cơ điện 900 mã lực (671 kW). Con tàu có thể đạt tốc độ tối đa 23 hải lý trên giờ (43 km/h; 26 mph) khi nổi và 8 hải lý trên giờ (15 km/h; 9,2 mph) khi lặn. Khi Kaidai VIa di chuyển trên mặt nước nó đạt tầm xa hoạt động 14.000 hải lý (26.000 km; 16.000 mi) ở tốc độ 10 hải lý trên giờ (19 km/h; 12 mph), và có thể lặn xa 65 nmi (120 km; 75 mi) ở tốc độ 3 hải lý trên giờ (5,6 km/h; 3,5 mph).
Lớp Kaidai VIa có sáu ống phóng ngư lôi 53,3 cm (21,0 in), gồm bốn ống trước mũi và hai ống phía đuôi, và mang tổng cộng 14 ngư lôi. Vũ khi trên boong tàu bao gồm hải pháo 10 cm (3,9 in)/50 caliber lưỡng dụng (chống hạm và phòng không), cùng một súng máy 13,2 mm (0,52 in) phòng không.

### Chế tạo
Trong khuôn khổ Chương trình Vũ trang Hải quân Bổ sung thứ nhất năm 1931, I-70 được đặt lườn tại Xưởng vũ khí Hải quân Sasebo ở Sasebo vào ngày 25 tháng 1, 1933. Nó được hạ thủy vào ngày 14 tháng 6, 1934, trong buổi lễ có sự hiện diện của Phó đô đốc Yonai Mitsumasa, sẽ đảm nhiệm Bộ trưởng Hải quân giai đoạn 1937-1939 và Thủ tướng từ tháng 1 đến tháng 7, 1940. Nó hoàn tất và nhập biên chế vào ngày 9 tháng 11, 1935.

## Lịch sử hoạt động

### 1934 - 1940
Vào ngày nhập biên chế, I-70 được điều về Quân khu Hải quân Kure và gia nhập Đội tàu ngầm 12 trong vai trò soái hạm của đơn vị này. Đội tàu ngầm 12 được điều động sang Hải đội Tàu ngầm 2 trực thuộc Đệ Nhị hạm đội, thuộc thành phần Hạm đội Liên hợp vào ngày 15 tháng 11, 1935. Vào ngày 13 tháng 4, 1936, cùng các tàu ngầm cùng Đội tàu ngầm 12: I-68 và I-69, I-70 khởi hành từ Fukuoka cho chuyến đi huấn luyện ngoài khơi Trung Quốc tại khu vực Thanh Đảo; và sau khi kết thúc đội đã quay trở về Sasebo vào ngày 22 tháng 4, 1936. Ba chiếc tàu ngầm lại khởi hành từ Makō (nay là Mã Công) thuộc quần đảo Bành Hồ vào ngày 4 tháng 8, 1936 cho một chuyến đi huấn luyện ngoài khơi Hạ Môn, Trung Quốc, và quay trở về Makō vào ngày 6 tháng 9, 1936.
I-70 được cho xuất biên chế và đưa về Hạm đội dự bị 3 tại Quân khu Hải quân Kure từ ngày 15 tháng 12, 1938. Đến ngày 24 tháng 8, 1939, con tàu được tái trang bị và đại tu tại Xưởng vũ khí Hải quân Kure ở Kure, Hiroshima, nơi nó được trang bị một máy tính tấn công cải tiến và một bộ sonar thụ động Kiểu 93. Trong thời gian này, Đội tàu ngầm 12 được điều động sang Hải đội Tàu ngầm 3 trực thuộc Đệ Nhị hạm đội vào ngày 15 tháng 11, 1939.
I-70 hoàn tất việc tái trang bị kịp thời để cùng I-68, I-69 và các tàu ngầm I-73 I-74 và I-75 khởi hành từ Okinawa vào ngày 27 tháng 3, 1940, tham gia chuyến đi huấn luyện tại vùng biển phía Nam Trung Quốc; và sau khi hoàn tất sáu chiếc tàu ngầm đã đi đến Takao (nay là Cao Hùng), Đài Loan vào ngày 2 tháng 4, 1940.

### 1941
I-69 đã tạm thời thay phiên cho I-70 trong vai trò soái hạm của Đội tàu ngầm 12 từ ngày 26 tháng 1, 1941, và I-70 quay lại vai trò này vào ngày 30 tháng 3, 1941. Vào ngày 12 tháng 5, 1941, I-70 gặp tai nạn va chạm với I-69; nó chịu đựng một vết cắt dài bên mạn trái kéo dài cho đến tận tháp chỉ huy; trong khi I-69 bị hư hại mũi tàu. Cả hai đã quay trở về Yokosuka để sửa chữa.
Vào đầu tháng 11, Hải đội Tàu ngầm 3 được điều động về Lực lượng Viễn Chinh Tiền Phương của Đệ Lục hạm đội, rồi đến ngày 11 tháng 11, bên trên soái hạm Katori, Phó đô đốc Shimizu Mitsumi, Tư lệnh Đệ Lục hạm đội, công bố Kế hoạch Z, là kế hoạch tấn công căn cứ Trân Châu Cảng của Hải quân Hoa Kỳ, mở màn cho cuộc xung đột tại Thái Bình Dương. Khi lực lượng Hải quân Nhật Bản bắt đầu được huy động cho chiến dịch, I-70 khởi hành từ vịnh Saeki tại bờ biển Kyūshū vào ngày 11 tháng 11, cùng với các tàu ngầm I-68, I-69, I-71, I-72 và I-73 hướng sang Kwajalein thuộc quần đảo Marshall, đến nơi vào ngày 20 tháng 11.

#### Chuyến tuần tra thứ nhất - Tấn công Trân Châu Cảng
Chiếc tàu ngầm lại khởi hành từ Kwajalein ba ngày sau đó cho chuyến tuần tra đầu tiên, hướng sang khu vực quần đảo Hawaii. Lúc đang trên đường đi, vào ngày 2 tháng 12, nó nhận được thông điệp từ Hạm đội Liên hợp: "Leo núi Niitaka 1208" (tiếng Nhật: Niitakayama nobore 1208), là mật lệnh cho biết chiến sự với Khối Đồng Minh sẽ bắt đầu vào ngày 8 tháng 12 (theo giờ Nhật Bản, tức ngày 7 tháng 12 tại Hawaii bên kia đường đổi ngày).
Vào đúng ngày 7 tháng 12, các tàu ngầm khác thuộc Hải đội Tàu ngầm 3 được bố trí về phía Nam Oahu, sẵn sàng tấn công mọi tàu bè tìm cách thoát khỏi Trân Châu Cảng. Ba tàu ngầm I-68, I-69 và I-70 thuộc Đội tàu ngầm 12 được bố trí hoạt động ở khoảng cách 25–50 nmi (46–93 km) về phía Nam Oahu, riêng I-70 ở cách lối ra vào Trân Châu Cảng 10 nmi (19 km). Soái hạm Katori của Đệ Lục hạm đội tại căn cứ Kwajalein tìm cách liên lạc với I-70 lúc nữa đêm nhưng không thành công. Đến 01 giờ 30 phút ngày 9 tháng 12, con tàu báo cáo nó đang ở vị trí 4 nmi (7,4 km) về phía Tây Nam Diamond Head, và trông thấy tàu sân bay Hoa Kỳ USS Enterprise (CV-6) đang đi vào Trân Châu Cảng. Sau đó chiếc tàu ngầm mất liên lạc với căn cứ.

#### Bị mất
Lúc 08 giờ 40 phút ngày 9 tháng 12, tàu ngầm I-6 phát hiện USS Enterprise, mà nó nhận định nhầm là một tàu sân bay lớp Lexington, cùng hai tàu tuần dương hạng nặng tại vị trí phía Bắc đảo Molokai, và đang di chuyển theo hướng Đông Bắc với tốc độ 20 kn (37 km/h). I-6 tìm cách tấn công Enterprise, nhưng bị buộc phải lặn sâu ẩn nấp. Nhiều giờ sau đó nó gửi một báo cáo phát hiện mục tiêu, nên Bộ chỉ huy Đệ Lục hạm đội ra lệnh cho Hải đội Tàu ngầm 1 (chín chiếc) cùng nhiều tàu ngầm khác, bao gồm I-70, tìm cách đánh chặn Enterprise, được tin là đang rút lui về vùng bờ Tây Hoa Kỳ.
Đến 06 giờ 00 phút ngày 10 tháng 12, một máy bay ném bom bổ nhào SBD-2 Dauntless thuộc Liên đội Tuần tiễu VS-6 cất cánh từ Enterprise phát hiện I-70 đang đi trên mặt nước tại vị trí 121 nmi (224 km) về phía Đông Bắc mũi Halawa trên bờ biển phía Tây Molokai. Chiếc SBD-2 tấn công với một quả bom 1.000 pound (454 kg) được ném xuống gần tàu, gây hư hại và khiến I-70 không thể lặn xuống. Đến xế trưa, một chiếc SBD-2 khác cùng thuộc Liên đội VS-6 lại trông thấy I-70 trên mặt nước tại cùng vị trí. Khi chiếc máy bay lấy độ cao 5.000 ft (1.500 m) để bổ nhào tấn công, chiếc tàu ngầm bẻ lái sang mạn phải và bắn súng máy 13,2 mm phòng không kháng cự. Quả bom ném xuống bên cạnh phía giữa tàu, làm hất tung nhiều thủy thủ xuống biển; I-70 chết đứng và đắm chỉ 45 giây sau khi quả bom nổ, tại tọa độ 23°45′B 155°35′T / 23,75°B 155,583°T. Chiếc SBD-2 quan sát thấy bốn người sống sót giữa đám bọt khí và một vệt dầu loang lớn lan ra trên mặt nước, sau đó có thêm hai bọt khí cùng nhiều mảnh vỡ.
Bộ chỉ huy Đệ Lục hạm đội tiếp tục tìm cách liên lạc với I-70, ngay cả khi hai tàu ngầm đồng đội đã về đến căn cứ Kwajalein. Đến ngày 15 tháng 3, 1942, Hải quân Nhật Bản công bố I-70 bị mất tại Hawaii với tổn thất toàn bộ 93 thành viên thủy thủ đoàn, và tên nó được rút khỏi đăng bạ hải quân cùng ngày hôm đó. I-70 trở thành tàu chiến đầu tiên bị máy bay Hoa Kỳ đánh chìm trong Thế Chiến II, và là tàu ngầm hạm đội đầu tiên bị đánh chìm tại Thái Bình Dương.